# Kelly Petillo
Cavino Michele „Kelly“ Petillo (* 15. Dezember 1903 in Philadelphia; † 30. Juni 1970 in Los Angeles) war ein US-amerikanischer Automobilrennfahrer.

## Karriere
Kelly Petillo nahm zwischen 1932 und 1941 neun Mal am Indianapolis 500 teil und gewann dieses Rennen im Jahr 1935. Dies war gleichzeitig der erste Sieg für einen Offenhauser-Motor. Mit zwei weiteren Siegen in diesem Jahr gewann er ebenfalls die AAA National Championship.
1937 nahm Petillo am Vanderbilt Cup teil, fiel aber wegen Motorproblemen aus. Im weiteren Verlauf seines Lebens hatte er verschiedentlich Probleme und verbrachte auch einige Zeit im Gefängnis. 1970 starb er an einem Lungenemphysem.